# Tjitske
Tjitske is een meisjesnaam, die vooral in Groningen en Friesland voorkomt.
De naam hangt samen met namen als Diede, Djille, Tako (jongensnamen) en Deddina, Dideke en Diltsje (meisjesnamen). Deze namen zijn verkortingen van Germaanse namen die beginnen met diet-, wat "volk" betekent, zoals Diederik of Dirk.

## Bekende naamdraagsters
- Tjitske Jansen, Nederlandse schrijfster en dichteres
- Tjitske Lingsma, journalist en auteur
- Tjitske Reidinga, Nederlandse actrice
- Tjitske Siderius, Nederlands politica
- Tjitske Volkerink, Nederlandse radiopresentator
- Tjitske Wassenaar, schaatsster
- Tjitske Nienke Wijmenga, hoogleraar
- Tjitske Geertruida Maria van Hettinga Tromp, kunstenares